# Indian River (rzeka)
Indian River – rzeka w Kanadzie, przepływająca przez terytorium Jukonu. Stanowi prawy dopływ rzeki Jukon. 
Rzeka rozpoczyna się u zbiegu potoków Australia Creek, Dominion Creek, Scribner Creek oraz Wounded Moose Creek, około 5 kilometrów na południowy zachód od osady Dominium. Z początku płynie na północny zachód, a następnie zamienia bieg na kierunek zachodni. Uchodzi do Jukonu.
Rzeka ma żwirowe podłoże. Płynie na płaskowyżu Klondike. Z Indian River i jej dopływów pozyskuje się największe ilości złota w Jukonie. W 2001 roku z rzeki wydobyto 119 999 gramów (4232,8 uncji) złota.